# Bolwoningen

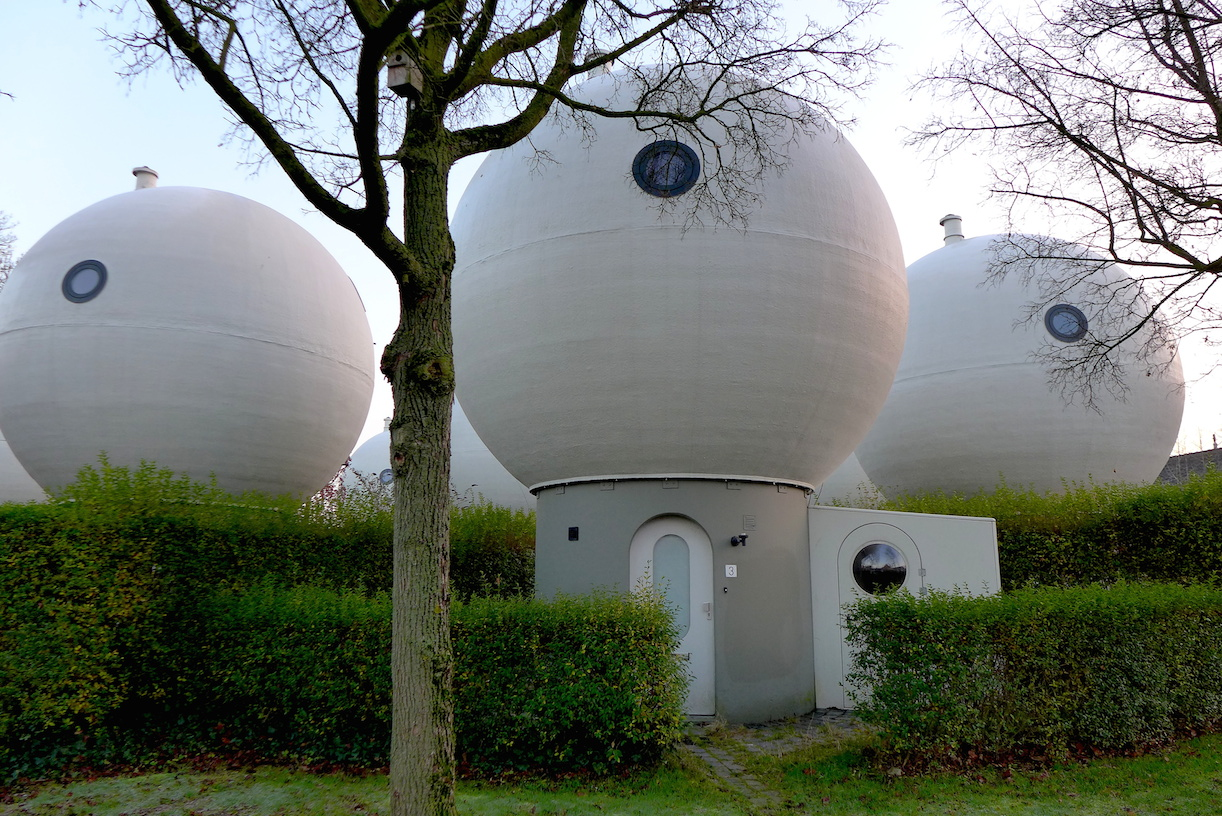
Exteriör av tre hus (2016).

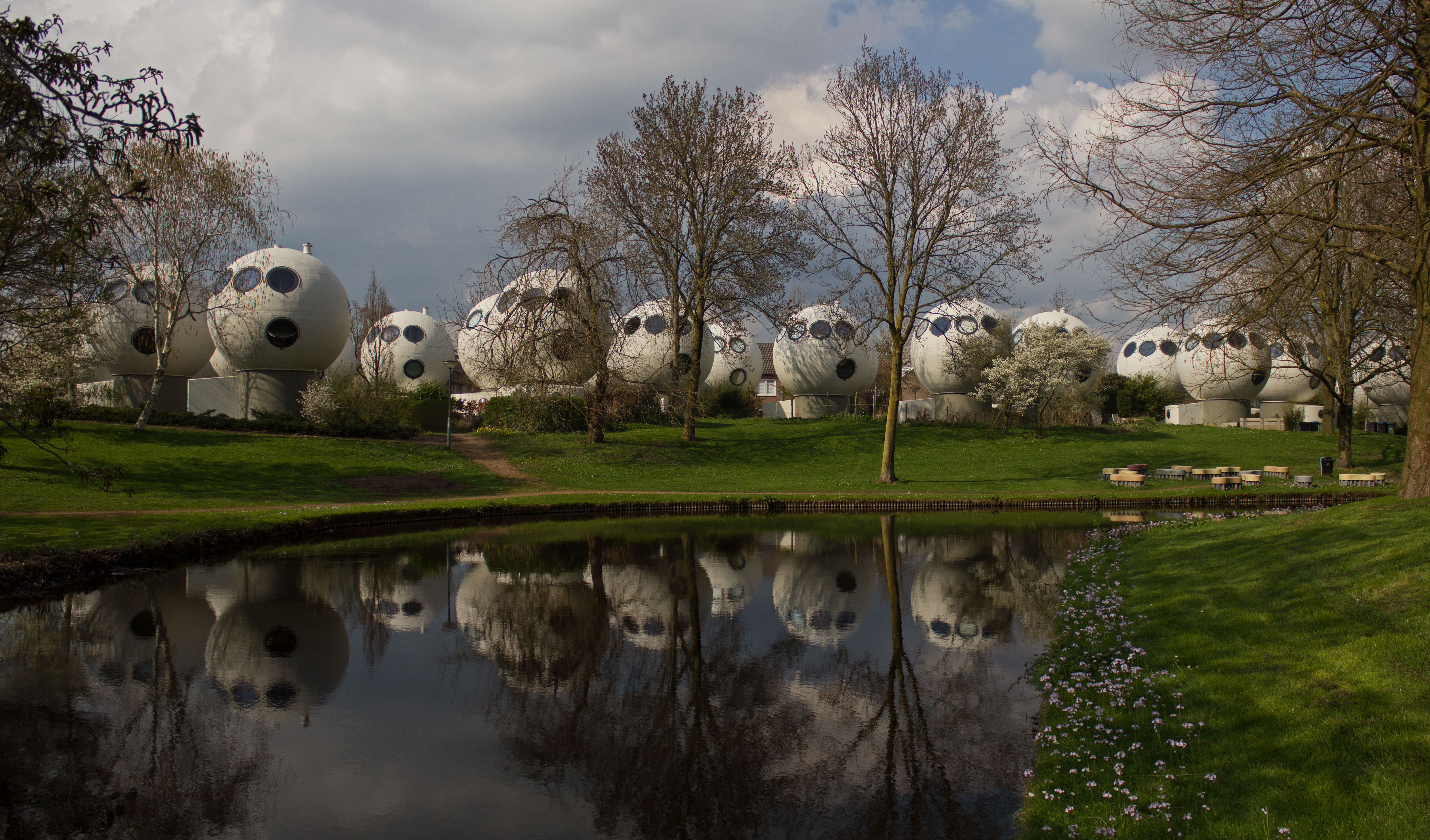
Grupp av hus längs kanalen (2017).

Bolwoningen är en grupp sfäriska hus i stadsdelen Maaspoort i 's-Hertogenbosch i Nederländerna. Totalt 50 likadana hus, vart och ett med 55 kvadratmeters golvyta, står i en klunga nära en kanal.
Husen tillverkades som byggsatser i Rotterdam för att slutmonteras på plats.